# Хаген, Пол Сверре
Пол Сверре Валхейм Хаген (норв. Pål Sverre Valheim Hagen; род. 6 ноября 1980 года, Ставангер, Норвегия) — норвежский актёр театра, кино и телевидения. Международную известность получил после номинации в 2013 году на премию «Оскар» художественного фильма «Кон-Тики», в котором он сыграл главную роль норвежского исследователя Тура Хейердала.
Норвежские критики отмечают «редкую пластичность Пола Сверре Валхейма Хагена, его умение отходить от шаблонов, лаконичность актёрской игры, а также харизму и выразительное лицо».

## Ранняя биография
Пол Сверре Валхейм Хаген родился в 1980 году в Ставангере, на юго-западе Норвегии. Его отец Роар Хаген — иллюстратор и карикатурист, с 1986 года сотрудничающий с крупнейшим ежедневным норвежским таблоидом «Верденс Ганг». Когда мальчику было восемь лет, семья переехала в Восточную Норвегию, где прожила 11 лет, после чего сменила место жительство снова, на этот раз осев в коммуне Несодден неподалёку от Осло. Несмотря на 11 лет, проведённые в Эстланде, Хаген продолжал считать себя родом из Ставангера, сохранив специфический для данного региона выговор.
В старшей школе Хаген посещал уроки театрального мастерства и развил интерес к этой сфере. (Альтернативной профессией, по его собственным словам, могла для него стать карьера морского биолога). По приезде в Осло решил поступить в Норвежскую театральную академию (норв. Teaterhøgskole), однако первая попытка окончилась неудачно, после чего Хаген год проучился в Высшей народной школе Румерике (норв. Romerike Folkehøgskole), известной тем, что большое число обучавшихся в ней ребят становились актёрами. Летом 2000 года Хаген совершил вторую попытку поступить в Театральную академию, выступив перед приёмной комиссией с монологом Лакки из пьесы «В ожидании Годо» Сэмюэла Беккета. После этого он был приглашён на повторное прослушивание и, наконец, зачислен.

## Театральная карьера
Проучившись три года в Театральной академии и окончив её в 2003 году, Хаген дебютировал в Осло на сцене Норвежского театра (норв. Det Norske Teatret) в пьесе по роману Фруде Грюттена «Песни пчелиного улья» (норв. Bikubesong). За этим последовали главные роли в спектаклях «Господин Бима и господин Брамати» (норв. Herr Bima og herr Bramati) по пьесе норвежского драматурга Торда Акербека (2003 год) и «Склон» (норв. Skråninga) по одноимённому роману Карла Фруде Тиллера (2004 год) на сцене того же театра.
Хаген также начал сотрудничество с театром Холугаланн (норв. Hålogaland Teater) в Тромсё. На его сцене он исполнил главные роли в пьесах «Иванов» (по А. П. Чехову, постановка 2004 года) и «Раскольников» (по роману «Преступление и наказание» Ф. М. Достоевского, постановка 2005 года).
По словам Хагена, играть в пьесах «Склон» и «Раскольников» было физически тяжело (в пьсесе «Склон» у него была главная роль молодого человека, помещённого в психиатрическую клинику, после совершения им жестоких действий по отношению к ребёнку). В 2009 году Хаген говорил, что свою роль из пьесы «Склон» сыграть второй раз уже бы не смог, и вспоминал, как после окончания работы над «Раскольниковым» вынужден был взять полгода отпуска, чтобы восстановить силы.
В 2006 году стал членом постоянной труппы Норвежского театра (норв. Det Norske Teatret). В 2007 году номинировался на театральную премию «Гедда» (норв. Heddaprisen) за лучшую мужскую роль второго плана, благодаря участию в спектаклях «Самая влюблённая пара в мире» (по детской книге Руне Белсвика, роль Бьорна Диселя) и «Полковнику никто не пишет» (по одноимённой повести Габриэля Гарсии Маркеса, роль бойцового петуха полковника) и выиграл её.
Среди других постановок на сцене Норвежского театра (норв. Det Norske Teatret) с участием Хагена — «То, что её заводит» (по одноимённому роману Улёуг Нильссен) и «Дочь изобретателя фейерверков» (по детской книге Филипа Пулмана). В 2008 году актёр получил роль принца Генри (Хэла) в постановке по пьесам Уильяма Шекспира «Генрих IV, часть 1» и «Генрих IV, часть 2» продолжительностью три часа сорок минут.
В 2009 году Хаген сыграл главную роль в постановке в жанре чёрной комедии «Счастливое самоубийство» (норв. Ett lykkelig sjølvmord) по мотивам пьесы Н. Р. Эрдмана, а также роль второго плана в спектакле «Андромаха» по пьесе Жана Расина.
Актёром, оказавшим на него наибольшее влияние, Хаген называет Бьорна Сундквиста. «Я многому у него научился. Нас обоих интересует определённая энергия, которой трудно дать определение, но которая играет ключевую роль в творческом самовыражении. Та форма актёрской игры, к которой мы оба склонны, в основе своей имеет именно эту энергию, и я очень рад найти в нём единомышленника».
Осенью 2010 года Хаген принял участие в постановке пьесы Юджина О’Нила «Долгое путешествие в ночь» — совместном проекте Норвежского национального театра (норв. Nationaltheatret) и Государственного передвижного театра (норв. Riksteatret). Хаген исполнил роль Эдмунда Тайрона, Лив Ульман, вернувшаяся на норвежскую театральную сцену после 20-летнего перерыва, — роль его матери, Мэри Тайрон, а Бьорн Сундквист — роль отца, Джеймса Тайрона.
В хвалебной рецензии на постановку один из авторов газеты Дагбладет обратила внимание читателей на то, что это был уже третий раз, когда Бьорн Сундквист и Пол Сверре Валхейм Хаген играли отца и сына или персонажей в похожих отношениях. В 2008 году прошла постановка «Генриха IV», где Сундквист сыграл Фальстафа, а Хаген — принца Генри; в 2009 году они вместе снялись в фильме «Ернангер» с главными ролями, оказавшимися, однако, по мнению автора статьи, «слишком маленькими для их талантов», и, наконец, в 2010 году — постановка по Юджину О’Нилу. Автор рецензии также назвала их самым впечатляющим актёрским дуэтом Норвежского театра (норв. Det Norske Teatret).
В феврале 2014 года Хаген дебютирует на сцене Норвежского национального театра (норв. Nationaltheatret) в роли Николая Ставрогина в постановке «Демоны 2014» (норв. Demoner 2014) по мотивам романа Ф. М. Достоевского «Бесы».

## Карьера в кино и на телевидении
Кинодебют Хагена состоялся в 2004 году в фильме «Тот, кто боится волков» (норв. Den som frykter ulven). Он также снялся в ряде других лент, включая главную роль в фильме Эрика Поппе «Неспокойная вода» (норв. DeUsynlige, 2008), за которую был удостоен премии «Канон» (норв. Kanonprisen) в номинации «Лучшая мужская роль» на ежегодном кинофестивале «Косморама» в Тронхейме.
Помимо «Неспокойной воды», в 2008 году Хаген снялся также в ряде других, хорошо принятых критиками, картин: «Холодный обед» (норв. Lønsj), «Дом дураков» (норв. De Gales hus) и «Макс Манус» (норв. Max Manus). В январе 2009 года «Афтенпостен» писала, что Хагена можно увидеть в трёх фильмах, одновременно идущих в кинотеатрах Осло («Макс Манус», «Мутная вода» и «Ернангер») и что он также активно участвует в репетициях «сюрреалистичной комедии» «Счастливое самоубийство» в Норвежском театре (норв. Det Norske Teatret). В ответ на это актёр сказал: «Если люди от меня устанут, я займусь чем-нибудь ещё».
За роль Криса в ленте «Ернангер» (норв. Jernanger, 2009) Хаген удостоился премии «Канон» в номинации «Лучшая мужская роль» на ежегодном кинофестивале «Косморама», второй год подряд.
Осенью 2011 года Хаген сыграл главную роль в четырёхсерийном мини-сериале «Базз Олдрин, где ты теперь в этой неразберихе?» (норв. Buzz Aldrin, hvor ble det av deg i alt mylderet?), снятому для норвежского телевидения по роману Юхана Харстада.

### Кон-Тики
Возможность заявить о себе в международном масштабе Хагену дала главная роль в фильме «Кон-Тики» (2012), в котором рассказывается о путешествии в 1947 году через Тихий океан норвежского исследователя Тура Хейердала.
В октябре 2011 года в статье таблоида «Верденс Ганг», посвящённой съёмкам фильма, говорилось, что «создателям фильма пришлось ущипнуть себя, когда Пол Сверре Валхейм Хаген заговорил по-английски с характерным для Хейердала акцентом жителя Ларвика». «У нас у всех мурашки по спине побежали», — сказал режиссёр Эспен Сандберг. Съёмки Хагена в роли Тура Хейердала начались с эпизода, в котором он в Вашингтоне излагает свои взгляды членам Национального географического общества, и, по словам Сандберга, «он делал это так убедительно, что мы стояли с открытыми ртами» с ощущением, будто «перед нами — сам Тур. Конечно, я знал, что это Пол Сверре, но иногда случается такое вот волшебство, и, к счастью, мы сумели заснять его на камеру».
Ежедневная газета Дагсависен в августе 2012 года (незадолго до норвежской премьеры «Кон-Тики») также писала о том, что Хаген «почти неотличимо» изобразил акцент Хейердала. Сам актёр объяснял: «Я сознательно старался говорить по-английски так, как он. Самое важное для меня то, что когда люди это слышат, у них возникает ощущение присутствия Тура. Очень многие помнят именно его манеру речи. У него был весьма оригинальный выговор!»
Хаген также говорил, что ему было тяжело найти настоящего Тура Хейердала за маской, которую путешественник с таким мастерством создавал, чтобы оправдать ожидания публики. «Важно помнить, что во время, события которого описываются в фильме, Тур Хейердал ещё не стал легендой, он ещё не был Хейердалом».
«Кон-Тики» был выбран Американской академией киноискусства одним из пяти претендентов на премию «Оскар» в номинации «Лучший фильм на иностранном языке» за 2012 год (в итоге премию получил фильм «Любовь» Михаэля Ханеке).
Благодаря съёмкам в фильме «Кон-Тики» Пол Сверре Валхейм Хаген впервые за свою карьеру стал лауреатом престижной норвежской ежегодной премии «Аманда» в номинации «Лучшая мужская роль».

### Тайна Рагнарока
В октябре 2013 года состоялась норвежская премьера семейного приключенческого фильма в духе историй об Индиане Джонсе «Тайна Рагнарока» (норв. Gåten Ragnarok), в котором Хаген сыграл главную роль археолога Сигурда Свендсена, одержимого идеей разгадать загадку легенды викингов о конце света. Партнёрами Хагена по фильму стали шведская актриса и звезда сериала «Мост» София Хелин, норвежский актёр Николай Клеве Брош и, в который раз, давний коллега Хагена Бьорн Сундквист, с которым актёр дружен и в повседневной жизни.

## Разное
- В интервью 2011 года норвежской вещательной корпорации, данном накануне выхода сериала «Базз Олдрин, где ты теперь в этой неразберихе?», на замечание о длине своего имени ответил: «Я понимаю, что люди считают моё имя слишком длинным. Я пытался отшучиваться тем, что и сам я тоже сильно выше среднего роста. Но так уж меня зовут. Я не собираюсь менять его на что-либо более короткое и запоминающееся»[9].
- В том же интервью признавался, что за годы сотрудничества с Норвежским театром и театром Холугаланн, у него накопилась целая коллекция элементов реквизита, «которые реквизиторский отдел, наверно, хотел бы получить обратно»[9].
- Несмотря на успешную актёрскую карьеру, продолжает интересоваться морской биологией. «Я просто люблю рыб, наблюдать за ними, за их поведением… И есть, конечно. <…> Морская биология остаётся моим хобби»[8]. «Если есть рыба, за которой я могу следить, она может отвлечь моё внимание практически от чего угодно. Это факт»[9]. Автор одного из интервью 2011 года писал: «От разговоров о том, как правительство распоряжается дарами моря, он [Хаген] по-прежнему может разойтись не на шутку. Более того, он твёрдо уверен: рыболовная индустрия гораздо важнее театра»[9]. В интервью Дагбладет в 2013 году в ответ на замечание о том, что ему пришлось немало поездить по разным странам, работая над продвижением «Кон-Тики», сказал: «Несмотря на то, что жить в отелях — специфическое удовольствие, мне нравится бывать в новых местах. И я всегда вожу с собой складную удочку»[32].
- Рост актёра — 197 см.[18][33]
- На вопрос о семейном положении в интервью «Афтенпостен» в январе 2009 года ответил: «Не женат. Просто не женат, и точка»[18]. В интервью Дагбладет в сентябре 2013 года Хаген, не вдаваясь в подробности и не называя имени подруги, сказал что они вместе подыскивают себе дом. «Рассказывать о себе — не моё дело, это работа других. Кроме того, я вкладываю столько себя в то, что делаю, что у меня возникает потребность в уединении»[32].
- В январе 2016 года женился на своей шведской подруге Эвелин. Ранее, в декабре 2014 года, они стали родителями девочки.

## Фильмография
| Год  | Русское название                                                          | Оригинальное название                            | Персонаж          |
| ---- | ------------------------------------------------------------------------- | ------------------------------------------------ | ----------------- |
| 2004 | Тот, кто боится волков                                                    | Den som frykter ulven                            | полицейский       |
| 2006 | Конрад Сейер — Тёмные секунды (серия мини-сериала)                        | Sejer — Svarte sekunder                          | Томме             |
| 2006 | Корпус Б (короткометражка)                                                | Blokk B                                          | парень            |
| 2006 | Корпорация «Росвел» (короткометражка)                                     | Roswell Enterprises                              | Уильям            |
| 2006 | Чудо                                                                      | Mirakel                                          | ассистент         |
| 2008 | Холодный обед                                                             | Lønsj                                            | уборщик           |
| 2008 | Дом дураков                                                               | De Gales hus                                     | Тусси             |
| 2008 | Неспокойная вода                                                          | DeUsynlige                                       | Ян Томас          |
| 2008 | Макс Манус                                                                | Max Manus                                        | Рой Нильсен       |
| 2009 | Ернангер (также известен как «Шторм в моём сердце» и «Стреляя по солнцу») | Jernanger                                        | Крис              |
| 2009 | Любовь (короткометражка)                                                  | Amor                                             | Томас             |
| 2011 | Я еду одна                                                                | Jeg reiser alene                                 | Хассе             |
| 2011 | Базз Олдрин, где ты теперь в этой неразберихе? (мини-сериал)              | Buzz Aldrin, hvor ble det av deg i alt mylderet? | Матиас            |
| 2012 | Кон-Тики                                                                  | Kon-Tiki                                         | Тур Хейердал      |
| 2012 | Кто-то, как ты                                                            | En som deg                                       | настоящий Андреас |
| 2013 | Даг (сериал)                                                              | Dag                                              | Видар             |
| 2013 | Тайна Рагнарока                                                           | Gåten Ragnarok                                   | Сигурд Свендсен   |
| 2014 | Дурацкое дело нехитрое                                                    | Kraftidioten                                     | «Граф» Гревен     |
| 2015 | Биркебейнеры                                                              | Birkebeinerne                                    | Гисле             |
| 2016 | Мистериум. Тьма в бутылке                                                 | Flaskepost fra P                                 | Йоханнес          |
| 2017 | Тайна 7 сестёр                                                            | What Happened to Monday                          | Джерри            |
| 2019 | Амундсен                                                                  | Amundsen                                         | Руаль Амундсен    |
| 2021 | Все ненавидят Йохана                                                      |                                                  | Йохан             |